# Metropis ugamica
Metropis ugamica är en insektsart som beskrevs av Mitjaev 1969. Metropis ugamica ingår i släktet Metropis och familjen sporrstritar. Inga underarter finns listade i Catalogue of Life.